# Armeria welwitschii subsp. welwitschii
Armeria welwitschii subsp. welwitschii é uma subespécie de planta com flor pertencente à família Plumbaginaceae.

## Portugal
Trata-se de uma subespécie presente no território português, nomeadamente em Portugal Continental.
Em termos de naturalidade é endémica da região atrás referida.

## Protecção
Não se encontra protegida por legislação portuguesa ou da Comunidade Europeia.